# Eupteryx taborskyi
Eupteryx taborskyi är en insektsart som beskrevs av Dlabola 1957. Eupteryx taborskyi ingår i släktet Eupteryx och familjen dvärgstritar. Inga underarter finns listade i Catalogue of Life.